# هرهر (رود)
هرهر (به ارمنی: Հերհեր) رودی است در کشور ارمنستان که در استان وایوتس‌جور جریان دارد  به آرپا (رود) می‌ریزد. طول آن ۲۸ کیلومتر (۱۷ مایل) و مساحت حوضه آبخیز (دبی) آن کیلومتر مربع می‌باشد.

## نگارخانه

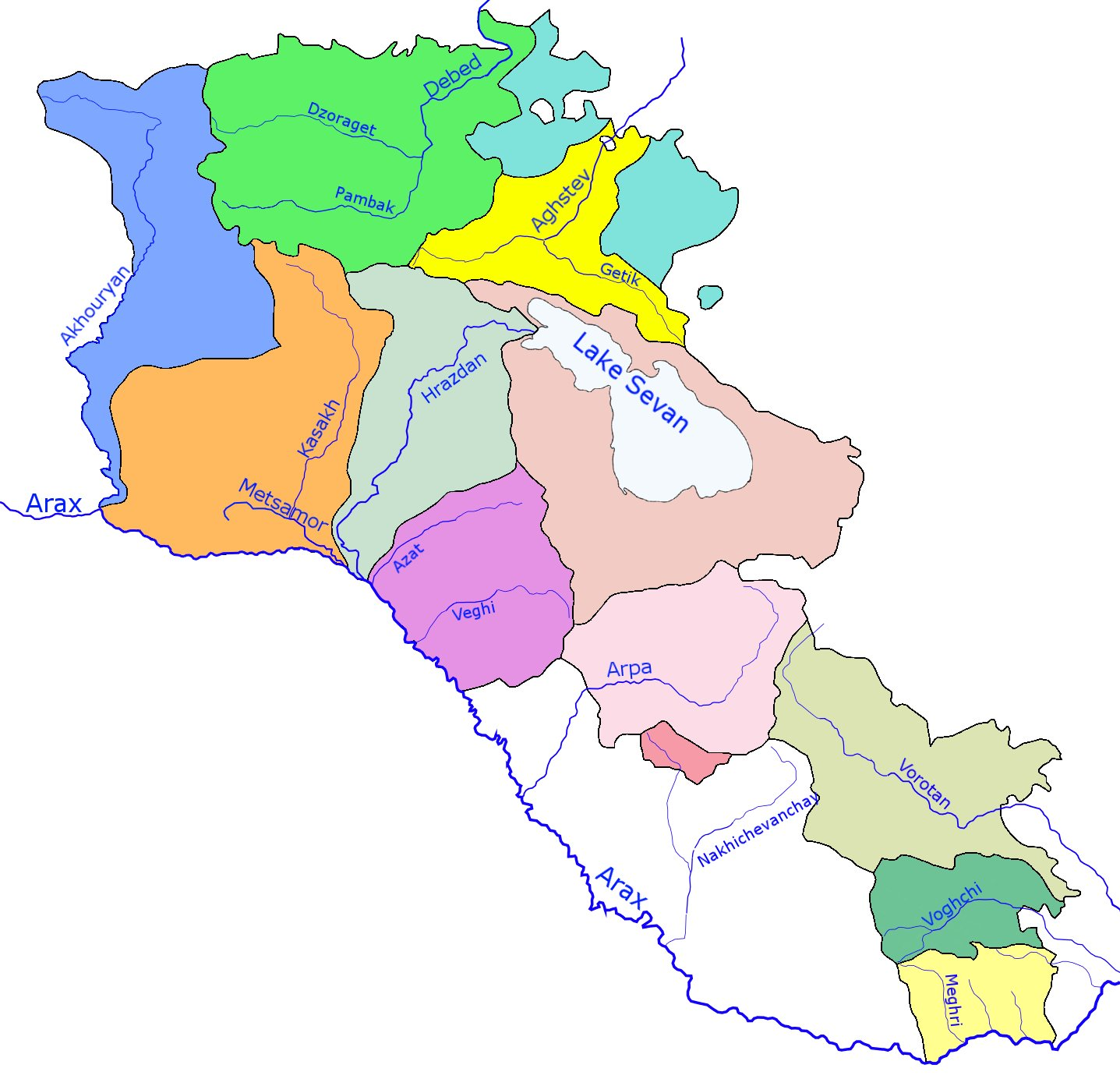